# 桂南八
桂 南八（かつら なんぱち、1946年11月14日 - 2007年11月15日）は、落語芸術協会に所属していた落語家。本名∶楡井 勇。

## 来歴
1947年、群馬県新田郡に生まれる。地元の高学を卒業後三洋電機に入社。サラリーマンとなる。
1967年、二代目桂小南に入門。1970年、二ツ目昇進。
1981年に三笑亭夢太朗、三遊亭栄馬と共に真打昇進。1984年、国立演芸場にて金賞受賞。
2007年、消化管出血のため死去。61歳没。

## 芸歴
- 1967年∶二代目桂小南に入門。
- 1970年∶二ツ目昇進。
- 1981年∶真打昇進。
- 2007年∶死去。